# قاطع الصندوق (اختلال ضال)
«مشرط» (بالإنجليزية: Box Cutter)‏ هي الحلقة الأولى للموسم الرابع من مسلسل إيه إم سي التلفزيوني الدرامي اختلال ضال. كتبها فينس غيليغان وأخرجها آدم بيرنستاين، تم بثها على إيه إم سي في 17 يوليو 2011.

## وصلات خارجية
- «قاطع الصندوق» على إيه إم سي (بالإنجليزية)
- «قاطع الصندوق» على قاعدة بيانات الأفلام على الإنترنت (بالإنجليزية)